# Yasin Hajjaji
Yasin Hajjaji (* 23. Juli 2000) ist ein marokkanischer Leichtathlet, der sich auf den Weitsprung spezialisiert hat und auch im Hochsprung an den Start geht.

## Karriere
Erste internationale Erfahrungen sammelte Yasin Hajjaji im Jahr 2017, als er bei den Arabischen-U18-Meisterschaften in Radès übersprungenen 1,94 m die Goldmedaille im Hochsprung gewann. Im Jahr darauf siegte er mit 7,24 m im Weitsprung bei den Arabischen-U20-Meisterschaften in Amman und sicherte sich dort mit 2,00 m die Bronzemedaille im Hochsprung. 2019 belegte er bei den Juniorenafrikameisterschaften in Abidjan mit 2,04 m auf den vierten Platz im Hochsprung und gelangte mit 6,72 m auf Rang fünf im Weitsprung. 2022 startete er im Weitsprung bei den Mittelmeerspielen in Oran und wurde dort mit 7,57 m Achter.
2021 wurde Hajjaji marokkanischer Meister im Weitsprung.

## Persönliche Bestleistungen
- Hochsprung: 2,04 m, 18. April 2019 in Abidjan
- Weitsprung: 7,80 m (+1,7 m/s), 2. Juni 2021 in Rabat